# Lake Quivira
Lake Quivira és una població dels Estats Units a l'estat de Kansas. Segons el cens del 2000 tenia 932 habitants.

## Demografia
Segons el cens del 2000, Lake Quivira tenia 932 habitants, 381 habitatges, i 326 famílies. La densitat de població era de 276,8 habitants/km².
Dels 381 habitatges en un 24,7% hi vivien nens de menys de 18 anys, en un 81,4% hi vivien parelles casades, en un 2,6% dones solteres, i en un 14,4% no eren unitats familiars. En l'11,5% dels habitatges hi vivien persones soles el 6,6% de les quals corresponia a persones de 65 anys o més que vivien soles. El nombre mitjà de persones vivint en cada habitatge era de 2,45 i el nombre mitjà de persones que vivien en cada família era de 2,65.
Per edats la població es repartia de la següent manera: un 19,1% tenia menys de 18 anys, un 1,8% entre 18 i 24, un 17% entre 25 i 44, un 42% de 45 a 60 i un 20,2% 65 anys o més.
L'edat mediana era de 53 anys. Per cada 100 dones de 18 o més anys hi havia 97,9 homes.
La renda mediana per habitatge era de 111.670 $ i la renda mediana per família de 119.186 $. Els homes tenien una renda mediana de 100.000 $ mentre que les dones 45.313 $. La renda per capita de la població era de 60.567 $. Entorn del 0,9% de les famílies i l'1,3% de la població estaven per davall del llindar de pobresa.

## Poblacions més properes
El següent diagrama mostra les poblacions més properes.